# La symphonie marocaine
La symphonie marocaine é um filme de drama marroquino de 2006 dirigido e escrito por Kamal Kamal. Foi selecionado como representante de Marrocos à edição do Oscar 2007, organizada pela Academia de Artes e Ciências Cinematográficas.